# 3637-es mellékút (Magyarország)
A 3637-es számú mellékút egy bő 13 kilométeres hosszúságú, négy számjegyű mellékút Szabolcs-Szatmár-Bereg vármegye és Hajdú-Bihar vármegye határvidékén; a 36-os főút újtikosi szakaszától húzódik Tiszadob központjáig.

## Nyomvonala
A 36-os főútból ágazik ki, annak a 6+900-as kilométerszelvénye közelében, nagyjából északi irányban, a Hajdú-Bihar vármegyei Újtikos külterületei között. Alig több mint fél kilométer után eléri a község első házait, ahol a Vajda utca nevet veszi fel és egyben nyugatnak fordul. Körülbelül 850 méter megtétele után keresztezi a Ohat-Pusztakócs–Nyíregyháza-vasútvonal vágányait, nyílt vonali szakaszon; a folytatásban a Fő utca nevet viseli, a belterület nyugati széléig, amit nagyjából 1,8 kilométer után ér el. Ott ismét északabbi irányba fordul, és hamarosan kilép a község határai közül.
Tiszagyulaháza területén folytatódik, e községet 3,9 kilométer után éri el, s a belterületen a Kossuth utca nevet veszi fel. 5,7 kilométer után, már északkeleti irányt követve hagyja el a település legészakibb fekvésű házait, a nyolcadik kilométerét elhagyva pedig a megyehatárt is átlépi és a Szabolcs-Szatmár-Bereg vármegyéhez tartozó Tiszadob határai közt húzódik tovább. Ezt a települést a 12. kilométere közelében éri el: egy darabig a belterület nyugati peremét követve halad észak felé, Balassi Bálint utca néven, majd az utolsó, rövid szakaszára keletnek fordul és a Ságvári utca nevet veszi fel. Így is ér véget, Tiszadob központjában, beletorkollva a 3612-es útba, annak a 9+650-es kilométerszelvényénél; ugyanott indul dél felé kiágazva a 3631-es út,  mely Tiszavasváriig vezet.
Teljes hossza, az országos közutak térképes nyilvántartását szolgáló kira.kozut.hu adatbázisa szerint 13,340 kilométer.

## Története
A Kartográfiai Vállalat 1970-es kiadású Magyarország autótérképe szerint akkor még csak a 36-os főúttól Tiszagyulaházáig húzódó szakasza létezett – a térkép azt a szakaszt kiépített, pormentes útként tünteti fel –, az onnan tovább Tiszadobig vezető szakaszt még földútként sem jelöli.

## Települések az út mentén
- Újtikos
- Tiszagyulaháza
- Tiszadob